# حركة دودية

صورة مبسطة توضح الحركة الدودية

الحركة الدودية (بالإنجليزية: peristalsis)‏ أو التمعج  عبارة عن مجموعة من الانقباضات والانبساطات والتي تحدث على طول القناة الهضمية من المريء حتى الأمعاء الغليظة وتتميز هذه الحركة بأنها مستمرة على طول القناة الهضمية ووظيفتها أنها تقوم بدفع الطعام داخل القناة الهضمية وخضه وعجنه مع العصارات الهاضمة.
تستخدم ديدان الأرض آلية مشابهة لدفع حركتها، وبعض الآلات الحديثة تقلد هذا التصميم أيضًا.

## علم وظائف الأعضاء البشرية

### المريء
بعد أن يمضغ الطعام ويتحول لكتلة قابلة للبلع، يتم ابتلاعه وينتقل عبر المريء. تنقبض العضلات الملساء خلف كتلة الطعام لمنعها من الحركة مرة أخرى نحو الفم، ثم تعمل موجات انقباضية أحادية الاتجاه للتخلص من الطعام بسرعة إلى المعدة. تعمل هذه العملية في اتجاه واحد فقط، وتتمثل وظيفة المريء الوحيدة في نقل الطعام من الفم إلى المعدة.
نوعان من الحركات الدودية تحدث في المريء:
- أولًا، هناك حركة دودية أولية: تحدث عندما تدخل كتلة الطعام المريء أثناء البلع. تدفع الحركة الدودية الأولية الطعام إلى أسفل المريء وإلى المعدة في موجة تستمر لمدة 8 إلى 9 ثواني.
- حركة دودية ثانوية: في حالة أن كتلة الطعام علقت أو كان تحركها أبطأ من الحركة الدودية الأولية، يتم تحفيز المستقبلات الممددة في بطانة المريء وتسبب رد فعل لا إرادي حول كتلة الطعام ليجبرها على التحرك أسفل المريء؛ وهذه الموجة الثانوية تستمر إلى أجل غير مسمى حتى تدخل كتلة الطعام إلى المعدة. يتم التحكم في عملية التمعج هذه بواسطة النخاع المستطيل، ويتم تقييم الحركة الدودية للمريء عادة عن طريق إجراء اختبار حركية المريء.
أثناء التقيؤ، فإن دفع الطعام إلى المريء والخروج من الفم يأتي من تقلص عضلات البطن؛ فالتمعج لا ينعكس في المريء.

### الأمعاء الدقيقة
بمجرد أن يتم معالجة كتلة الطعام وهضمها بواسطة المعدة، يتم عصر الكيموس الحليبي من خلال البواب إلى الأمعاء الدقيقة. من خلال هذه العملية من الخلط واستمرار الهضم وامتصاص العناصر الغذائية، يعمل الكيموس تدريجيًا في طريقه عبر الأمعاء الدقيقة إلى الأمعاء الغليظة.

### الأمعاء الغليظة
على الرغم من أن الأمعاء الغليظة لديها التمعج من النوع الذي تستخدمه الأمعاء الدقيقة، إلا أنه ليس المسئول الأساسي عن عملية الدفع. بدلًا من ذلك، تحدث تقلصات عامة تسمى الحركات الجماهيرية من مرة إلى ثلاث مرات في اليوم في الأمعاء الغليظة وتدفع الكيموس نحو المستقيم، وتثار الحركات الجماهيرية في الغالب بسبب الطعام حيث أن وجود الكيموس في المعدة والإثني عشر يدفعهم.

### اللمف
لا يوجد لدى الجهاز اللمفاوي البشري مضخة مركزية. بدلًا من ذلك، يدور اللمف من خلال التمعج في الشعيرات الليمفاوية، وكذلك الصمامات في الشعيرات الدموية، والضغط أثناء تقلص العضلات الهيكلية المجاورة، والنبض الشرياني.

### الحيوانات المنوية
أثناء القذف، تنقبض العضلات الملساء في جدران الأسهر بشكل انعكاسي في التمعج، فتدفع الحيوانات المنوية من الخصيتين إلى الإحليل.

## دودة الأرض

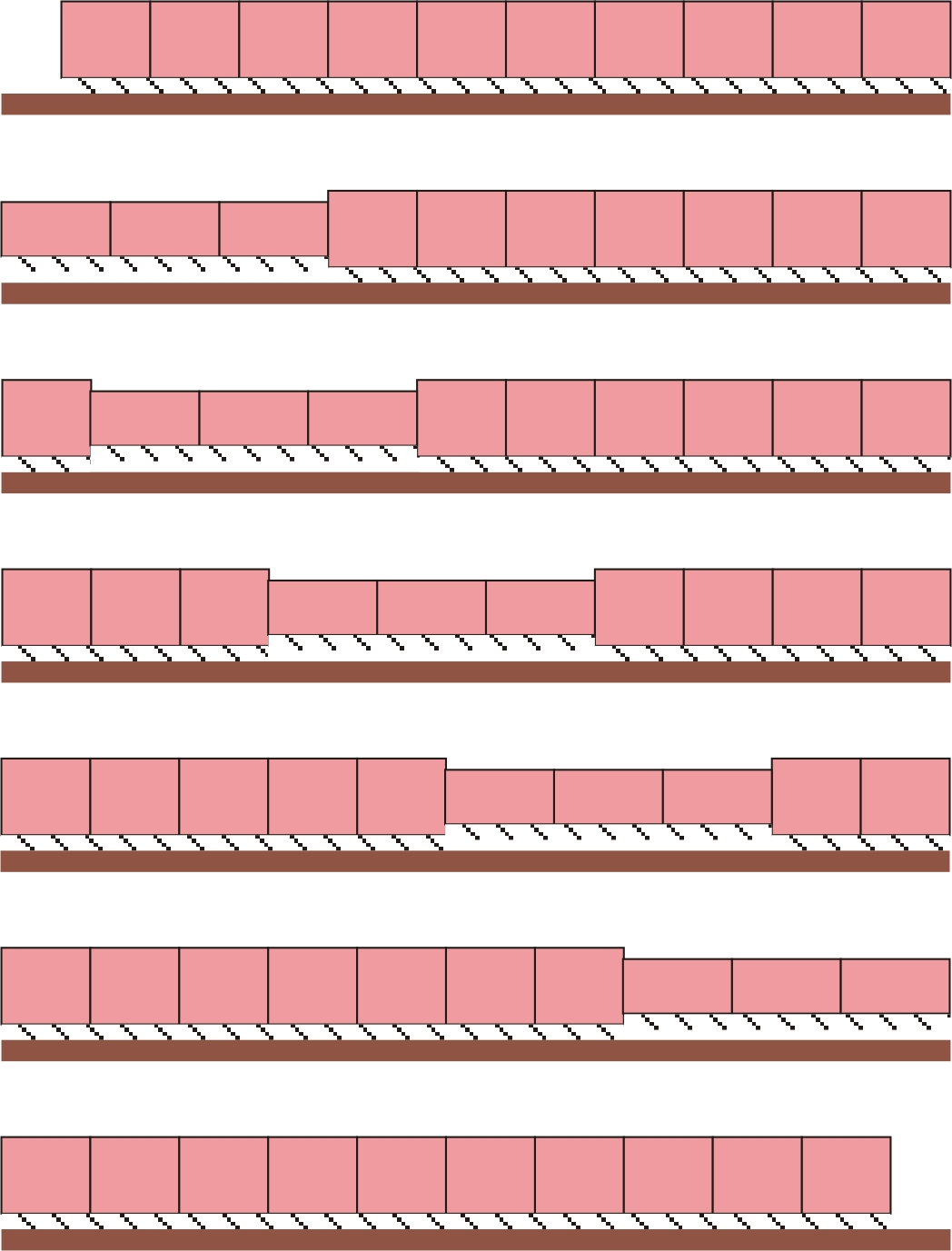
حركة دودة الأرض

دودة الأرض هي دودة حلقية ذات هيكل عظمي هيدروستاتي يتحرك بواسطة التمعج. يتكون الهيكل العظمي الهيدروستاتيكي من تجويف مملوء بالسائل محاط بجدار جسم قابل للتوسع. تتحرك الدودة بتقليص الجزء الأمامي لجسمها تقريبًا، مما يؤدي إلى زيادة الطول عبر الضغط الهيدروستاتيكي، ثم تنتشر هذه المنطقة المقيدة بشكل خلفي على طول جسم الدودة ونتيجة لذلك، يتم تمديد كل جزء إلى الأمام ثم يرتاح ويعيد الاتصال مع الركيزة.